# Дванадцятиструнна гітара

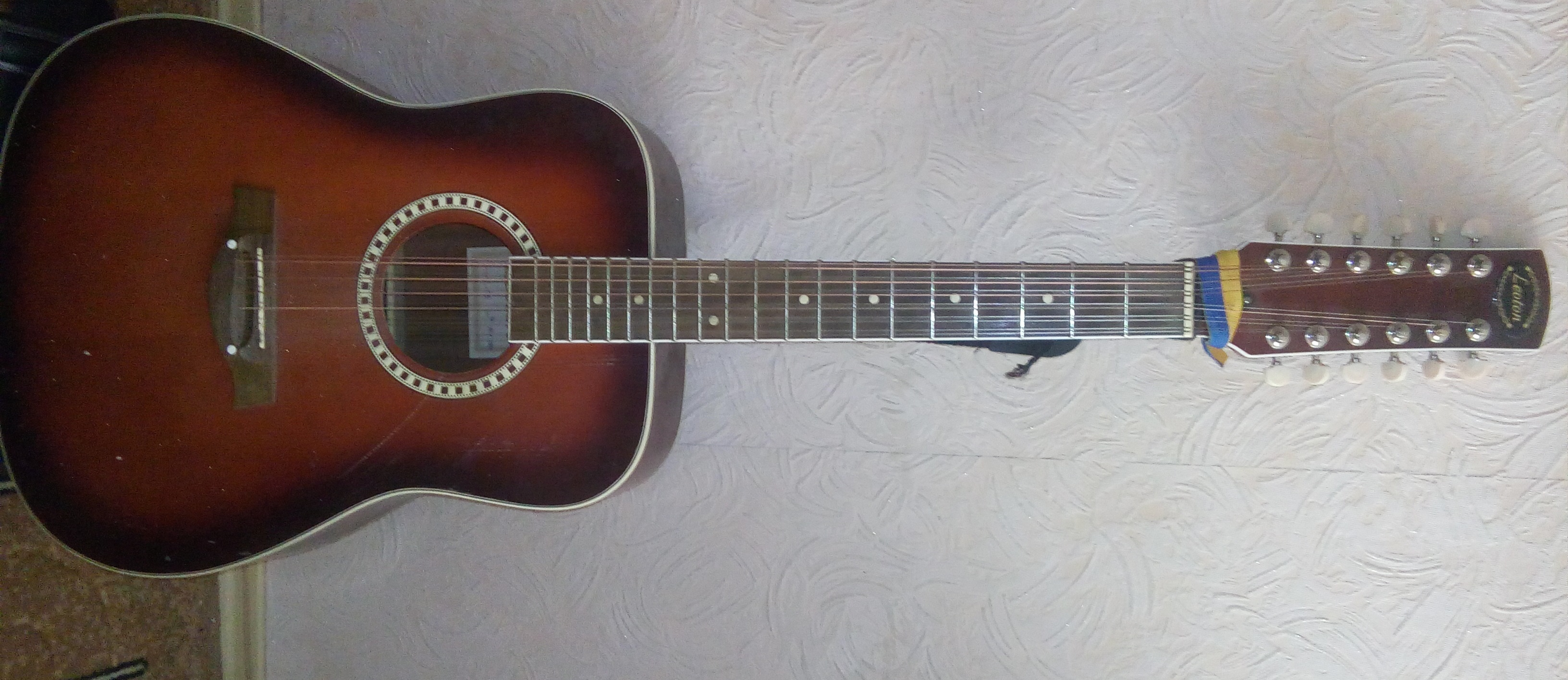
12-струнна гітара фабрики «Трембіта»

Дванадцятиструнна гітара — гітара, яка має шість парних рядів струн. В парі струни діляться на основну (нижню) і додаткову (верхню). Основні струни при класичному строї налаштовуються як відповідні на 6-ти струнній гітарі, а додаткові можуть бути налаштовані в унісон, на октаву чи по бажанню музиканта комбіновано.

## Особливості гітари

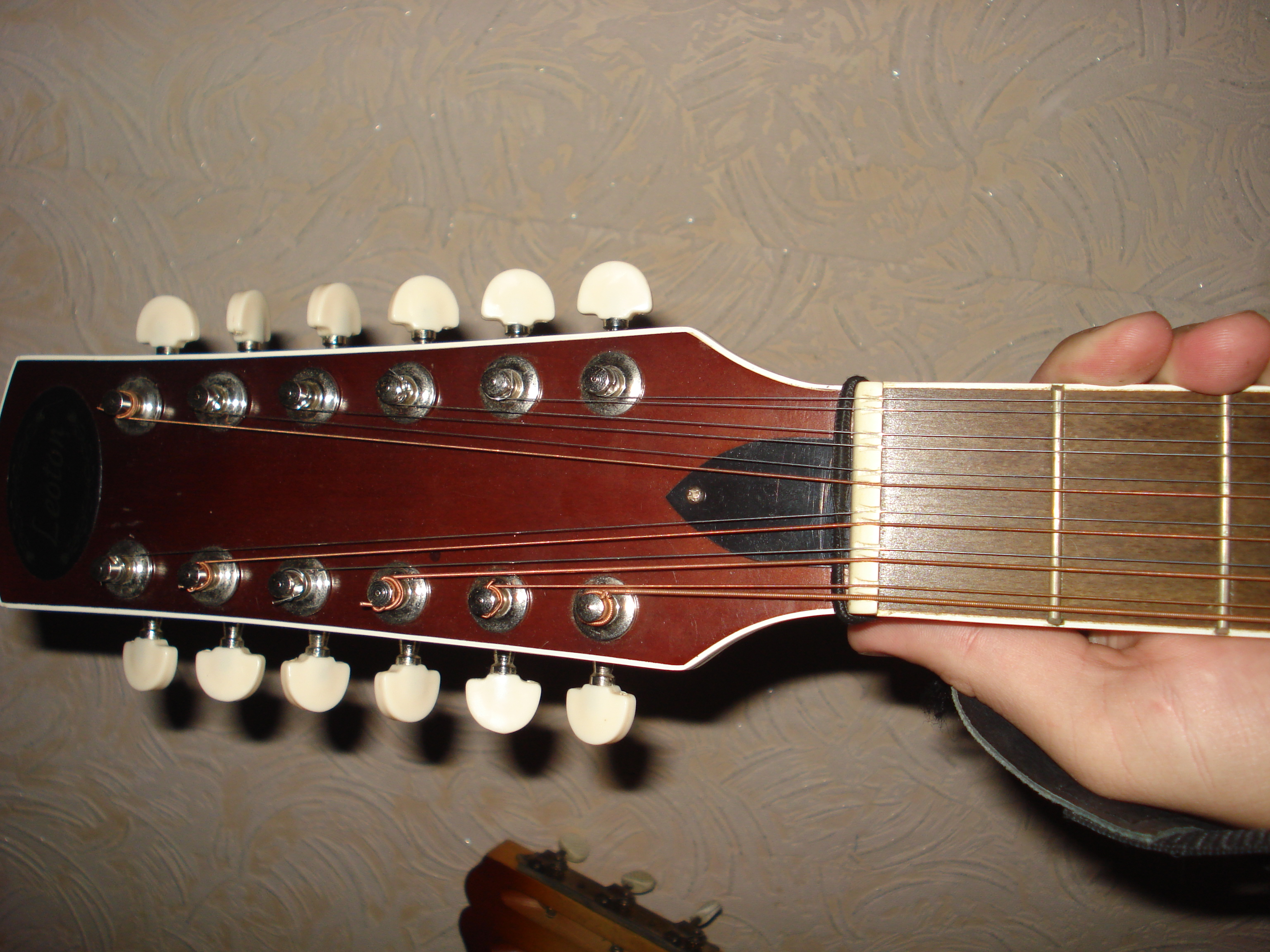
Гриф 12 струнної гітари фабрики «Трембіта»

Серед особливостей 12-струнної гітари слід зазначити її насичений у порівнянні з 6-ти та 7-ми струнною звук. Залежно від налаштування основних і додаткових струн музикант має можливість відтворювати звуки у широкому діапазоні. Основними прихильниками дванадцятиструнної гітари були Віктор Цой, Олександр Розенбаум, Юрій Шевчук та ін... Олександр Розембаум грав на строї Open-G, Віктор Цой грав на класичному строї, при цьому перші (нижні) три додаткові струни налаштовувалися в унісон основним, а інші (верхні) додаткові струни у більшості випадків знімалися. На період 1987–1988 року Віктор Цой через злом грифу своєї грав на гітарі Олексія Вишні з повним набором струн, налаштованої класичним строєм.
Велика кількість струн створює великий натяг, а з цим потребує застосування від музиканта значної сили для гри, особливо при акордах з баре. Саме тому багато музикантів відмовляються від таких гітар через швидку втому руки. Так само сила натягу і скорочує строк служби гітари. При її виробництві використовуються тверді породи дерев, проте чим міцніші вони будуть, тим більш «глухим» буде звук. Саме тому при виробництві дванадцятиструнних гітар вибирається «золота середина» — баланс між міцністю і якістю звуку. Через це строк служби гітари менший, ніж у шестиструнних. Основною причиною є злам грифу, який з часом не витримує силу натягу струн. Через використання твердих порід дерев нейлонові струни на дванадцятиструнну гітару не встановлюються, тому що їх сили не вистачить для потрібної вібрації деки і відтворення гучного звучання гітари.
Серед недоліків гітари слід зазначити  складність гри перебором через маленьку відстань між струнами, значну затрату сил на затискання струн, менший у порівнянні з іншими строк служби гітари.

## Налаштування

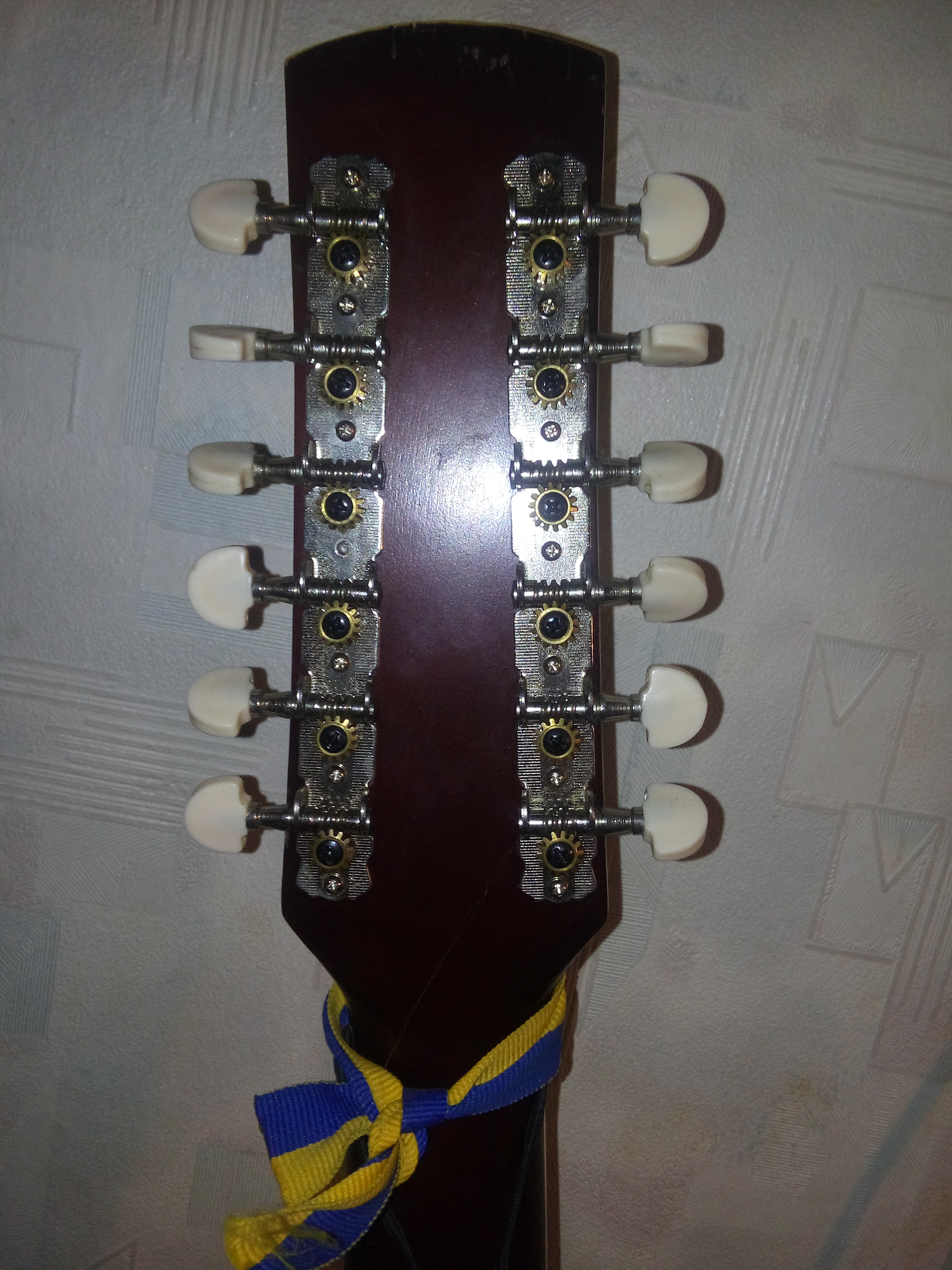
Колковий механізм 12-ти струнної гітари

Залежно від побажань музиканта дванадцятиструнна гітара може бути укомплектована струнами різного діаметру і налаштована в різних варіантах.
Стандартний (середній, узагальнений) розмір струн для дванадцятиструнної гітари наступний:
| Номер струни | Розмір |
| ------------ | ------ |
| 1            | ,010   |
| 1д           | ,010   |
| 2            | ,014   |
| 2д           | ,014   |
| 3            | ,022   |
| 3д           | ,008   |
| 4            | ,030   |
| 4д           | ,013   |
| 5            | ,038   |
| 5д           | ,018   |
| 6            | ,047   |
| 6д           | ,026   |

При наявності такого комплекту струн дванадцятиструнна гітара налаштовується за допомогою тюнера класичним строєм з такими частотами:
| Номер струни | Частота, Гц |
| ------------ | ----------- |
| 1            | 329.63      |
| 1д           | 329.63      |
| 2            | 246.94      |
| 2д           | 246.94      |
| 3            | 196.00      |
| 3д           | 392.00      |
| 4            | 146.82      |
| 4д           | 293.64      |
| 5            | 110.00      |
| 5д           | 220.00      |
| 6            | 82.41       |
| 6д           | 164.82      |

Великий натяг струн вимагає використання музикантом значної сили і зменшує строк експлуатації дванадцятиструнної гітари. Саме тому при відсутності потреби в ідеальному відтворенні звуку (концертний запис), рекомендується налаштовувати гітару на пів тону нижче. При такому варіанті звук гітарі майже не відрізняється від класичного строю (зазвичай проста людина різниці не відчує), проте це збільшить ресурс гітари на 20% за рахунок меншої сили натягу струн, а також зменшить навантаження на силу, яку застосовує музикант. 
За допомогою тюнера налаштування дванадцятиструнної гітари на тон нижче виконується встановленням для струн таких частот:
| Номер струни | Частота, Гц |
| ------------ | ----------- |
| 1            | 311         |
| 1д           | 311         |
| 2            | 233         |
| 2д           | 233         |
| 3            | 185         |
| 3д           | 370         |
| 4            | 138         |
| 4д           | 277         |
| 5            | 103         |
| 5д           | 207         |
| 6            | 77          |
| 6д           | 155         |

## Комбінація струн
В продажу струни для дванадцятиструнних гітар постачаються повним комплектом, який складається з 12 струн відповідних розмірів для налаштування гітари класичним строєм. 
Третя додаткова струна має найтонший розмір і найбільшу частоту. Іноді під час гри через високий тон вона дещо псує звучання пісні, у порівнянні зі звучанням 6-струнної гітари. Тому в багатьох випадках третю додаткову струну ставлять такого ж діаметра як третя основна і налаштовують їх в унісон. 
Борис Гребенщиков використовував тільки 2 перші (нижні додаткові) струни, інші додаткові струни були зняті. До такого варіанту схиляється також багато музикантів, особливо "домашніх". Часто заради такого варіанту музиканти купують дванадцятиструнну гітару. Така комбінація збільшить глибину високих частот і не створює сильного навантаження на музиканта.
Віктор Цой в основному грав на дев'ятиструнному варіанті. Перші три нижні струни були налаштовані в унісон основним, а верхні додаткові були зняті. Це було зроблено для кращого звучання "Цоєвського бою" і гри. Особливість цього бою в тому, що один такт грається тільки по верхніх струнах і високі частоти додаткових верхніх струн заважали автору створювати бажане звучання. 

## Особливості гри
Акорди для дванадцятиструнної гітари такі самі, як і для шестиструнної гітари, налаштованої відповідним строєм. Різниця в тому, що на певному ладу затискається не одна а відповідна пара струн. Наприклад, якщо потрібно затиснути на першому ладу другу струну, то у варіанті з дваданцятиструнною гітарою потрібно затиснути на тому ж ладу другу пару струн — другу основну і другу додаткову струну. Для спрощення пару струн умовно вважають однією струною, тобто першу основну і додаткову — як першу і т.д. Таким методом читаються табулатури.
Грати по струнах можна як за допомогою медіатора, так і за допомогою руки. Але через щільне розташування струн між ними маленька відстань, що дуже ускладнює гру на гітарі перебором. В основному на дванадцятиструнних гітарах грають тільки боєм.